# Ivo Mej
Ivo Mej (Roma, 15 giugno 1961) è un giornalista e conduttore televisivo italiano.
All'ottobre 2021 è curatore del talk show di attualità politica de LA7 Coffee Break, in onda dal lunedì al sabato alle 9:40, condotto da Andrea Pancani. È tra i collaboratori del Blog de il Fatto Quotidiano; dal 2018 official host del TEDXROMA.
Divulgatore di nuove tecnologie, teorie della sostenibilità e scettico riguardo allo sbarco sulla luna, è stato ideatore, autore e conduttore del programma de LA7 Innovation, in onda dal 2009 al 2012. Precedentemente è stato caposervizio del settore cultura e spettacoli del TG LA7.

## Biografia

### Giornalista
Inizia la sua carriera giornalistica nel 1981 presso Novaradio Roma e Radio Città Futura.
Nel 1983 si diploma al Centro sperimentale di cinematografia con una tesi sul rapimento di Aldo Moro. Nello stesso anno inizia a lavorare alla Rai: è programmista regista per Linea verde (con Federico Fazzuoli), Italia Mia (con Jocelyn e Gigi Marzullo), 30 anni della nostra storia (con Paolo Frajese) e Almanacco del giorno dopo, per il quale redige i testi.
Nel 1986 comincia a collaborare con Telemontecarlo dove viene assunto nel 1987. Qui cura le rubriche Oggi Musica, Attualità, Ivo fallo tu, sia per TMC News che per TV Donna (con Carla Urban).
Nel 1990 gli viene affidato il programma Domenica Montecarlo, una diretta di sette ore che collega i vari appuntamenti della giornata televisiva ed è inviato ai Mondiali di calcio di quell'anno, nell'ambito dei quali si occupa dei servizi "di colore", inventando il personaggio del Tirolese in occasione della partita inaugurale Italia-Austria e le interviste citofoniche.
Nel 1991 passa stabilmente a Telemontecarlo per la quale realizza, come autore e conduttore, diversi programmi: Ivo a Rio, Carnevale '91, Cosa farò da grande, P...assaggio e cura tre edizioni de La più bella sei tu (con Luciano Rispoli).
Nel 1994 è di nuovo inviato per i Mondiali di calcio negli Stati Uniti. Nello stesso anno è inviato per il programma Domino (con Corrado Augias) e curatore della serie su Gino Bramieri, Applausi.
Nel 1995 inventa e scrive la sitcom Sole! e cura una serie di programmi: Per chi suona la campanella, Non è mai troppo presto, Casa, Cosa.
Nel 1996 realizza, tra gli altri, gli speciali Io, Evita (sul film con Madonna dedicato alla vita della first lady argentina), Il nostro West (sul film con Leonardo Pieraccioni Il mio West), Moda a Go Go (sulla Settimana della moda di Milano).
Nel 1997 inizia la prima serie di Altromondo, programma da lui creato, scritto e condotto insieme a Verena Buratti e Bibop Gresta. Si tratta del primo campionato italiano televisivo di videogiochi con concorrenti in studio: qui, per la prima e unica volta in tv, compare Luther Blissett. Negli anni successivi Altromondo avrà diverse altre edizioni e speciali che culmineranno nel reportage in 65 puntate sull'Expo 2000 di Hannover.
Dal 2000 al 2001 diventa responsabile dello sviluppo online dei programmi della neonata LA7, il nuovo direttore di Rete Roberto Giovalli ne interrompe la sperimentazione.
Dal 2001 diventa conduttore e inviato del telegiornale di MTV, del quale diventa caposervizio nel 2003.
Dal 2004 è al TG LA7, inizialmente in cronaca e a ottobre 2021 nella redazione spettacoli e cultura. È autore della rubrica del telegiornale della domenica Cose dell'altro mondo, dedicata a video insoliti o bizzarri presenti su internet.
Nel 2005, 2006 e 2007 ha realizzato alcune rubriche per il programma Niente di personale di Antonello Piroso, tra le quali Lapidi, che presentava le più belle tombe e iscrizioni di tutta Italia.

### Scrittore
Tra i suoi libri, Melassa P. le acrobazie sessuali di un'adolescente appiccicosa (solo E-book) e Le nuove Mille e una notte, (Barbera Editore).
Il suo ultimo libro, sempre per Barbera Editore, è un saggio sul comportamento dei media il giorno del rapimento di Aldo Moro dal titolo Moro Rapito!.

### Impegno in politica
Alle elezioni comunali a Roma del 2016 si candida  all'Assemblea Capitolina in lista col Movimento 5 Stelle: le 257 preferenze da lui ottenute non saranno sufficienti per l'elezione. Nel 2021, dopo la nomina di Giuseppe Conte a capo del Movimento e della sua trasformazione in Movimento 5 Stelle 2050, abbandona la nuova formazione politica.